# ال الدمى
ال الدمى (بالإنجليزية: The Puppets) هي تيلينوفيلا برازيلية صدرت عام 1967 من تأليف "إيفاني ريبيرو"، وبطولة أتيلا إيوريو.